# یواس‌اس دلاویر (۱۷۷۶)
یواس‌اس دلاویر (۱۷۷۶) (به انگلیسی: USS Delaware (1776)) یک کشتی است که طول آن ۱۱۹ فوت (۳۶ متر) می‌باشد. این کشتی در سال ۱۷۷۶ ساخته شد.